# Gustav Normann
Gustav Normann (* 27.jul. / 8. August 1821greg. im Dorf Poll (heute: Põlula) in Kirchspiel Sankt-Jakobi, Gouvernement Estland, Russland, heute Landgemeinde Rägavere, Estland; † 6.jul. / 18. Januar 1893greg. in Tallinn) war ein deutsch-estnischer Orgelbauer. Er gilt als der Begründer der nordestnischen Orgelbauschule.

## Leben und Werk
Gustav Normann stammte vom Gut Ruil (heute: Roela) im damaligen Kirchspiel Sankt-Simonis (heute: Simuna). Sein älterer Bruder Villem war Organist und Küster der dortigen Kirchengemeinde. Normann erlernte die Orgelbaukunst vor allem in Sachsen bei Friedrich Ladegast.
1840 gründete Normann in Reval seine eigenständige Orgelwerkstatt. Er baute mindestens 39 größere Kirchen- und Hausorgeln in Nordestland, Finnland und Russland.
Heute sind noch zehn Orgeln Normanns erhalten. Die größte von ihm gebaute Orgel befand sich in der Johanniskirche (estnisch Jaani kirik) im Zentrum der estnischen Hauptstadt Tallinn. Sie besaß 39 Register und mechanische Trakturen. Die Orgel wurde später stark umgestaltet, u. a. 1913 von August Terkmann.
Ihre Wirkung entfalteten Normanns Orgeln durch eine moderne Technik unter Beibehaltung des alten, klassischen Klangs. Die Prospekte Normanns waren in Estland meist neugotisch geprägt, in Finnland hingegen vor allem neobarock.
In den 1880er Jahren entwickelte vor allem Normanns Schüler Gustav Terkmann (1850–1924), und später dessen Sohn August Terkmann (1885–1940) die Orgelbaukunst in Estland weiter.

## Kirchenorgeln von Gustav Normann (Auswahl)
| Jahr           | Ort          | Kirche            | Bild | Manuale | Register | Anmerkungen                                                                                     |
| -------------- | ------------ | ----------------- | ---- | ------- | -------- | ----------------------------------------------------------------------------------------------- |
| 1847           | Tallinn      | Heiliggeistkirche |      |         |          |                                                                                                 |
| 1848           | Väike-Maarja |                   |      |         |          |                                                                                                 |
| 1852           | Harju-Risti  |                   |      | I/P     | 9        |                                                                                                 |
| 1864           | Rautio       |                   |      |         |          |                                                                                                 |
| 1869           | Kuusalu      |                   |      |         |          |                                                                                                 |
| 1867           | Tallinn      | Johanniskirche    |      | III/P   | 39       | 1913 erweitert durch August Terkmann auf IV/P/67; 2006–2009 restauriert von Martin ter Haseborg |
| 1877           | Leppävirta   |                   |      |         |          |                                                                                                 |
| 1881           | Ridala       |                   |      | I       | 9        |                                                                                                 |
| 1882           | Karja        |                   |      |         |          |                                                                                                 |
| 1870 oder 1888 | Valjala      | Valjala Kirik     |      |         |          |                                                                                                 |
| 1889           | Väike-Maarja |                   |      |         |          |                                                                                                 |
| 1889           | Simuna       |                   |      | II/P    | 19       |                                                                                                 |
| 1890           | Kose         |                   |      | II/P    | 15       |                                                                                                 |
| 1893           | Viru-Jaagupi |                   |      | II/P    | 17       |                                                                                                 |